# قطعنامه ۱۲۲۹ شورای امنیت
قطعنامه ۱۲۲۹ شورای امنیت سازمان ملل متحد که در تاریخ ۲۶ فوریه ۱۹۹۹ تصویب شد، سندی بین‌المللی دربارهٔ بررسی وضعیت آنگولا است. این قطعنامه طی نشست ۳۹۸۳ام با ۱۵ رای موافق، ۰ مخالف و ۰ ممتنع تصویب شد.